# Thorapadi
Thorapadi là một thị xã của quận Vellore thuộc bang Tamil Nadu, Ấn Độ.

## Nhân khẩu
Theo điều tra dân số năm 2001 của Ấn Độ, Thorapadi có dân số 14.292 người. Phái nam chiếm 54% tổng số dân và phái nữ chiếm 46%. Thorapadi có tỷ lệ 74% biết đọc biết viết, cao hơn tỷ lệ trung bình toàn quốc là 59,5%: tỷ lệ cho phái nam là 79%, và tỷ lệ cho phái nữ là 67%. Tại Thorapadi, 7% dân số nhỏ hơn 6 tuổi.